# August Friedrich Pott

August Friedrich Pott

August Friedrich Pott (* 14. November 1802 in Nettelrede; † 5. Juli 1887 in Halle (Saale)) war ein deutscher Sprachforscher.

## Leben und Werk
Den Sohn eines Predigers befriedigte das Studium der Theologie durchaus nicht, daher widmete er sich an der Universität Göttingen vor allem den Fächern Philologie, Philosophie und Geschichte. Pott studierte insbesondere Hebräisch, Griechisch und Latein, hörte aber auch Physik und Chemie. Er trat eine Stelle als Collaborator am Gymnasium Celle an und promovierte 1827 an der Universität Göttingen mit der Dissertation De relationibus quae praepositionibus in Linguis denotantur. Der Unterricht füllte ihn jedoch nicht aus, so dass er seine sprachwissenschaftlichen Studien (speziell Sanskrit) an der Universität Berlin fortsetzte. Am 1. Mai 1830 habilitierte sich Pott dort, 1833 wurde er zum außerordentlichen Professor der Universität Halle für allgemeine Sprachwissenschaft ernannt und 1838 zum ordentlichen Professor befördert.
Pott las vor allem allgemeine Sprachwissenschaft und Sprachphilosophie sowie historische Grammatik. Außerdem bot er Spezialvorlesungen zum Sanskrit, dem Chinesischen und über Hieroglyphen an. Im Jahr 1840 wurde von ihm der Begriff „iranische Sprachen“ geprägt. 1845 gründete Pott gemeinsam mit anderen Gelehrten die Deutsche Morgenländische Gesellschaft. Im Zentrum seiner Forschungen standen Probleme der Indogermanistik. Pott wandte die grimmsche Methode der etymologischen Lautvergleichung auf indogermanische Fragen an und entwickelte Methoden zur vergleichenden Analyse der Stammbildung. Seine 1833 erstmals veröffentlichten Etymologische Forschungen (Nachdruck 1999) baute er zu einem sechsbändigen Werk über die indogermanischen Sprachen, insbesondere über das Sanskrit, Griechische, Lateinische, Litauische und Gotische aus (1859–1876). Er veröffentlichte ein dreibändiges Werk über Personen- und Ortsnamen, mehrere Studien über Zahlwörter (1847–1859), die er 1868 zusammenfassend dargestellt hat, und ein vorurteilsfreies zweibändiges Werk über Die Zigeuner in Europa und Asien unter Berücksichtigung der damaligen „Gaunersprache“ (1844/45). Einen Überblick über den damaligen Stand der Sprachwissenschaft bietet Potts Einleitung in die allgemeine Sprachwissenschaft (1884).
Immer wieder wandte sich Pott gegen die Instrumentalisierung der Sprachwissenschaft und mystische Deutungen (u. a. Anti-Kaulen: Oder mystische Vorstellungen vom Ursprung der Völker und Sprachen, 1863). So wies er auch Arthur de Gobineaus rassistisch motivierten Versuch über die Ungleichheit der Menschenrassen als nicht hinreichend begründet zurück (Die Ungleichheit menschlicher Rassen hauptsächlich vom sprachwissenschaftlichen Standpunkte, unter besonderer Berücksichtigung von des Grafen von Gobineau gleichnamigen Werke: mit einem Überblick über die Sprachverhältnisse der Völker, ein ethnologischer Versuch, 1856). Potts Pionierleistungen in der Sprachwissenschaft fanden Anerkennung; so erhielt er den Roten Adler-Orden II. Klasse, den russischen Sankt-Stanislaus-Orden I. Klasse mit Band und Stern sowie den Orden Pour le mérite für Wissenschaften und Künste. Ab 1850 war er korrespondierendes und ab 1877 auswärtiges Mitglied der Preußischen Akademie der Wissenschaften. Die Russische Akademie der Wissenschaften nahm ihn 1855 als korrespondierendes Mitglied auf. 1870 ernannte ihn die Bayerische Akademie der Wissenschaften zum auswärtigen Mitglied. 1876 wurde er zum auswärtigen Mitglied der Göttinger Akademie der Wissenschaften gewählt.

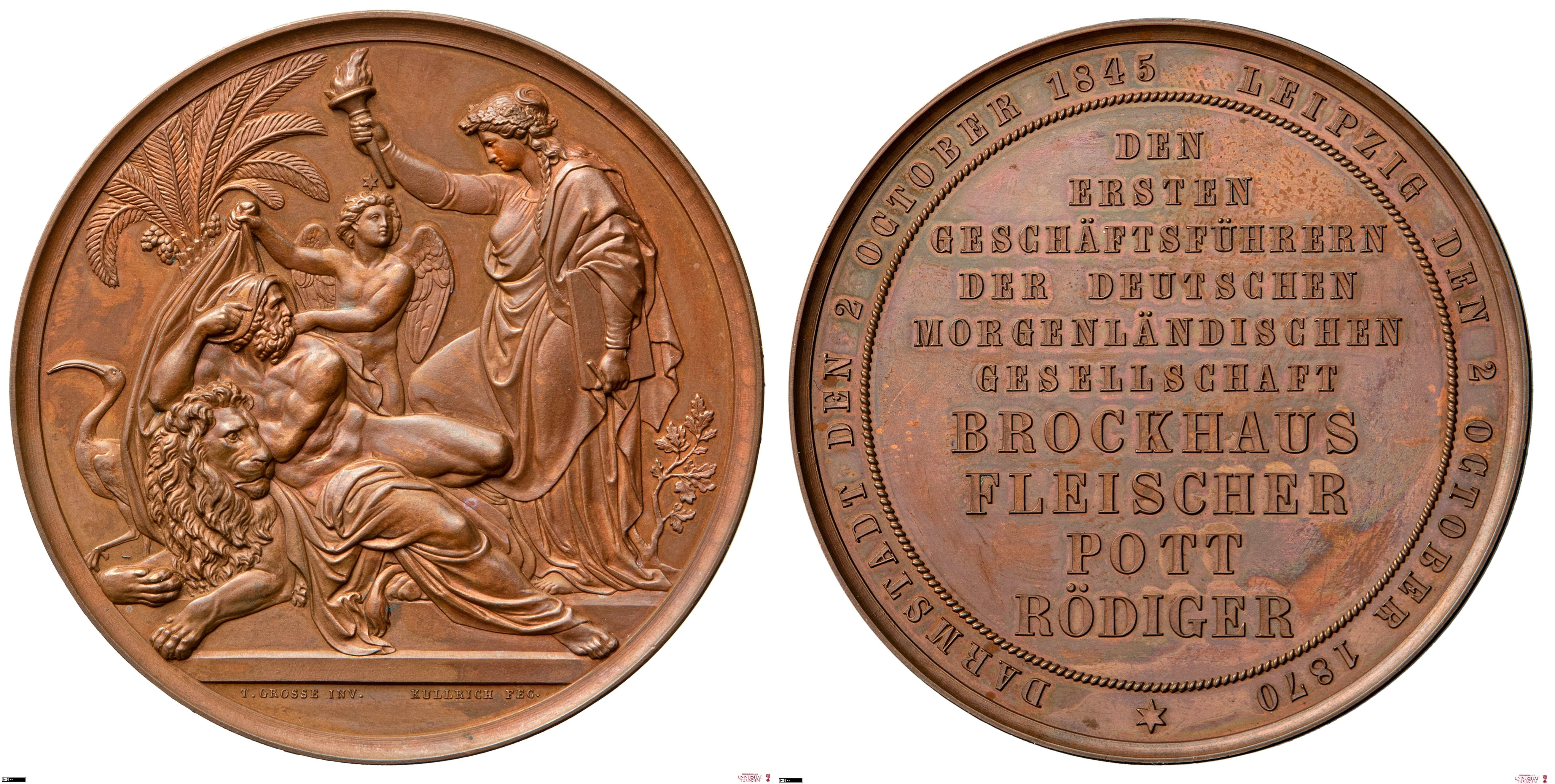
Medaille zu Ehren von Hermann Brockhaus, Heinrich Leberecht Fleischer, August Friedrich Pott und Emil Roediger, 1870

1870 erhielt Pott eine Medaille zusammen mit seinen Kollegen Hermann Brockhaus, Heinrich Leberecht Fleischer und Emil Rödiger anlässlich des 25-jährigen Bestehens der Deutschen Morgenländischen Gesellschaft, deren erste Geschäftsführer die Geehrten waren.
Sein Sohn Hermann Richard Pott (1844–1903) machte sich als Mediziner einen Namen.
Sein Vormund und Oheim war Georg Heinrich Deicke, welchem er 1833 sein Werk Etymologische Forschungen auf dem Gebiete der indogermanischen Sprachen widmete.

## Mitgliedschaften
August Friedrich Pott war Mitglied der Deutschen Morgenländischen Gesellschaft.

## Schriften
- Verwandtschaftliches Verhältniss der Sprachen vom Kaffer- und Kongo-Stamme untereinander. In: Zeitschrift der Deutschen Morgenländischen Gesellschaft, Band 2. 1848. S. 5–25 (Digitalisat).
- Verwandtschaftliches Verhältniss der Sprachen vom Kaffer- und Kongo-Stamme untereinander (Schluss). In: Zeitschrift der Deutschen Morgenländischen Gesellschaft, Band 2. 1848. S. 129–158 (Digitalisat).
- Zur Frage über die Classification der Sprachen, mit besonderer Rücksicht auf die Schrift. In: Zeitschrift der Deutschen Morgenländischen Gesellschaft, Band 6. 1852. S. 287–293 (Digitalisat).
- Ueber die Kihiau-Sprache. In: Zeitschrift der Deutschen Morgenländischen Gesellschaft, Band 6. 1852. S. 331–348 (Digitalisat).
- Neueste Beiträge zur Kenntnis der Zigeuner und ihrer Sprache. In: Zeitschrift der Deutschen Morgenländischen Gesellschaft, Band 7. 1853. S. 389–399 (Digitalisat).
- Sprachen aus Afrika's Innerem und Westen. In: Zeitschrift der Deutschen Morgenländischen Gesellschaft, Band 8. 1854. S. 413–441 (Digitalisat).
- Max Müller und die Kennzeichen der Sprachverwandtschaft. In: Zeitschrift der Deutschen Morgenländischen Gesellschaft, Band 9. 1855. S. 405–464 (Digitalisat).
- Die Japanische Sprache in ihren Verhältnissen zu anderen Asiatinnen. In: Zeitschrift der Deutschen Morgenländischen Gesellschaft, Band 12. 1858. S. 442–476 (Digitalisat).
- Ueber altpersische Eigennamen. In: Zeitschrift der Deutschen Morgenländischen Gesellschaft, Band 13. 1859. S. 359–444 (Digitalisat).